# كورنيليوس روبرتس
كورنيليوس روبرتس (بالإنجليزية: C. R. Roberts)‏ هو لاعب كرة قدم أمريكية أمريكي، ولد في 29 فبراير 1936 في لوس أنجلوس في الولايات المتحدة.

## وصلات خارجية
- كورنيليوس روبرتس على موقع مرجع كرة القدم المحترفة.كوم (الإنجليزية)